# András Székely
András Székely (Tatabánya, 5 marzo 1909 – Černjanka, 25 gennaio 1943) è stato un nuotatore ungherese.
Specializzato nello stile libero ha vinto la medaglia di bronzo nella staffetta 4x200 m sl alle Olimpiadi di Los Angeles 1932.

## Palmarès
- Olimpiadi
  - Los Angeles 1932: bronzo nella staffetta 4x200 m sl.

- Europei di nuoto
  - 1931 - Parigi: oro nella staffetta 4x200 m sl e argento nei 100 m sl.